# Renato Cipriani
Renato Cipriani (Roma, 2 aprile 1917 – ...) è stato un calciatore e allenatore di calcio italiano, di ruolo centrocampista.

## Caratteristiche tecniche
Giocava come centromediano o come mediano.

## Carriera
Dopo aver giocato nella stagione 1933-1934 con la casacca dell'Alba Roma, nel 1934 viene ingaggiato dalla Roma. Il 28 febbraio 1937 l'allenatore giallorosso Luigi Barbesino lo schiera titolare nell'impegno casalingo contro la Triestina, valido per la ventiduesima giornata del campionato di Serie A 1936-1937: il match finisce col punteggio di 3-1 per gli ospiti.
Gioca una seconda volta con la maglia della Roma il 31 marzo 1940, contro il Torino, sfida persa 4-0 dal club capitolino. Nel 1940 si trasferisce in Serie C alla Cavese, dapprima in prestito e poi a titolo definitivo. Gioca in Campania fino al 1943, disputando da capitano la stagione 1941-1942. Nel 1945 viene ceduto per 140.000 lire alla Nocerina, dove resta tre anni conseguendo con i molossi la promozione in Serie B al termine del campionato 1946-1947; nel successivo campionato cadetto disputa 28 partite con due reti. Gioca quindi per un biennio nel Frosinone, nel campionato di Promozione.
Nella stagione 1954-1955 torna a giocare a Roma con la Federconsorzi all'età di 38 anni, prima del ritiro definitivo dal calcio giocato.

## Palmarès

### Giocatore

#### Competizioni nazionali
- Serie C: 1

Nocerina: 1946-1947